# Улица Мира (Торжок)
Улица Ми́ра — улица в Торжке. Проходит на юго-восток от площади Воробьёва, продолжая Садовую улицу и улицу Дзержинского, до Горбатого моста через железную дорогу, за которым переходит в Калининское шоссе. Примыкают Пролетарская улица, улица Лермонтова, Стадионная улица. Частично сохраняет историческую застройку XVIII—XIX вв.

## История
Улица является частью исторического шоссе, соединявшего Москву с Новгородом, а позднее с Санкт-Петербургом. В конце улицы находилась Московская застава. До Октябрьской революции использовались названия: Васильевская улица, данное по Васильевской церкви, и Шоссейная улица (вместе с современной улицей Дзержинского), данное по упомянутому шоссе. В 1920-х гг. улица переименована в Тверскую, так как она служила выездом в сторону Твери. После переименования Твери в Калинин улица стала называться улицей Вильямса в честь почвоведа В. Р. Вильямса. 28 августа 1957 года переименована по идеологическим соображениям в улицу Мира.

## Примечательные здания и сооружения
По нечётной стороне
- № 1 — амбар (жилой дом), 2-я пoл. XVIII в., объект культурного наследия федерального значения.
- № 5 — дом причта Васильевской церкви, 1-я пoл. XIX в., объект культурного наследия федерального значения.
- № 7 — сторожка Васильевской церкви, 1-я пoл. XIX в., объект культурного наследия федерального значения.
- № 9 — Васильевская церковь, 1733 год, колокольня пристроена в 1760 году, церковь обновлена в 1840 году. Объект культурного наследия федерального значения.
- № 11-13 — жилые дома с кузницами, 2-я пoл. XVIII в., XIX в., объект культурного наследия федерального значения.

По чётной стороне
- № 12 — жилой дом, 2-я пoл. XIX в., объект культурного наследия регионального значения.
- № 14 — жилой дом, 2-я пoл. XIX в., объект культурного наследия регионального значения.